# Gran potencial
El gran potencial, el potencial de Landau, también conocido como energía libre de Landau, es una magnitud empleada en el campo de la mecánica estadística, particularmente en el estudio de procesos irreversibles en sistemas abiertos. Esta cantidad representa la función de estado distintiva de la colectividad macrocanónica.

## Definición
El gran potencial se define por
{\displaystyle \Phi _{\rm {G}}\ {\stackrel {\mathrm {def} }{=}}\ U-TS-\mu N}
En la ecuación dada, U representa la energía interna del sistema, T es la temperatura del sistema, S es la entropía, μ es el potencial químico y N es el número de partículas presentes en el sistema.
El cambio en el gran potencial está dado por
{\displaystyle {\begin{aligned}d\Phi _{\rm {G}}&=dU-TdS-SdT-\mu dN-Nd\mu \\&=-PdV-SdT-Nd\mu \end{aligned}}}
donde P es presión y V es volumen, utilizando la relación fundamental de la termodinámica (primera y segunda leyes termodinámicas combinadas);
{\displaystyle dU=TdS-PdV+\mu dN}
Cuando el sistema está en equilibrio termodinámico, ΦG es un mínimo. Esto se puede ver considerando que dΦG es cero si el volumen es fijo y la temperatura y el potencial químico han dejado de evolucionar.

### Energía libre de Landau
Algunos autores se refieren al gran potencial como energía libre de Landau o potencial de Landau y escriben su definición como:
{\displaystyle \Omega \ {\stackrel {\mathrm {def} }{=}}\ F-\mu N=U-TS-\mu N}
lleva el nombre del físico ruso Lev Landáu y, dependiendo de las estipulaciones del sistema, puede ser sinónimo de gran potencial. Para sistemas homogéneos, se obtiene {\displaystyle \Omega =-PV}.

## Sistemas homogéneos (frente a sistemas no homogéneos)
En el caso de un tipo de sistema invariante de escala (donde un sistema de volumen {\displaystyle \lambda V} tiene exactamente el mismo conjunto de microestados que {\displaystyle \lambda } sistemas de volumen {\displaystyle V}), luego, cuando el sistema se expanda, nuevas partículas y energía fluirán desde el depósito para llenar el nuevo volumen con una extensión homogénea del sistema original. La presión, entonces, debe ser constante con respecto a los cambios de volumen:
{\displaystyle \left({\frac {\partial \langle P\rangle }{\partial V}}\right)_{\mu ,T}=0,}
y todas las cantidades extensivas (número de partículas, energía, entropía, potenciales, ...) deben crecer linealmente con el volumen, por ejemplo
{\displaystyle \left({\frac {\partial \langle N\rangle }{\partial V}}\right)_{\mu ,T}={\frac {N}{V}}.}
En este caso simplemente tenemos {\displaystyle \Phi _{\rm {G}}=-\langle P\rangle V}, así como la relación familiar {\displaystyle G=\langle N\rangle \mu } para la energía de Gibbs. El valor de {\displaystyle \Phi _{\rm {G}}} puede entenderse como el trabajo que se puede extraer del sistema reduciéndolo a nada (devolviendo todas las partículas y la energía al depósito). El hecho de que {\displaystyle \Phi _{\rm {G}}=-\langle P\rangle V} es negativo implica que la extracción de partículas del sistema al yacimiento requiere un aporte de energía.
Esta escala homogénea no existe en muchos sistemas. Por ejemplo, cuando se analiza el conjunto de electrones en una sola molécula o incluso en una pieza de metal que flota en el espacio, duplicar el volumen del espacio duplica el número de electrones en el material. El problema aquí es que, aunque se intercambian electrones y energía con un depósito, no se permite que cambie el huésped material. Generalmente en sistemas pequeños, o sistemas con interacciones de largo alcance (aquellos fuera del límite termodinámico), {\displaystyle \Phi _{G}\neq -\langle P\rangle V}.